# David J. Skal
David John Skal (Garfield Heights, 21 de junio de 1952-Los Ángeles, 1 de enero de 2024) fue un historiador, crítico de cine, escritor y comentarista ante la cámara estadounidense conocido por su investigación y análisis del cine de terror, la historia del terror y la cultura del terror.

## Trayectoria
Skal estudió periodismo en la Universidad de Ohio, donde trabajó como crítico de cine y ayudante de redacción en el periódico de la universidad. Se licenció en 1974. Tras graduarse, hizo prácticas en el Fondo Nacional para los Artes y fue director de publicidad de la Hartford Stage Company. Posteriormente, ocupó puestos en el American Conservatory Theater de San Francisco y en el Theatre Communications Group de Nueva York. En la década de 1980, Skal escribió tres novelas de ciencia ficción: Scavengers (1980), When We Were Good (1981) y Antibodies (1988).
La primera obra de no ficción de Skal fue Hollywood Gothic: The Tangled Web of Dracula from Novel to Stage to Screen. Este libro analiza las diversas adaptaciones de la novela de 1897 Drácula del escritor irlandés Bram Stoker, y el papel del arquetipo del vampiro en la cultura popular. Gran parte del libro describe los esfuerzos de Florence Balcombe, la viuda de Stoker, por proteger los derechos de la obra de su marido. El libro también contiene el primer estudio en profundidad de la película Drácula de 1931 en español. Kathleen Quinn, de The New York Times, elogió Hollywood Gothic, escribiendo: "Skal sigue la pista del vampiro más popular de Transilvania con ingenio seco y las habilidades de un buen detective". Kenneth Turan, de Los Angeles Times, lo calificó de "ingenioso y exhaustivo", y bromeó diciendo que era "algo para roer mucho después de que se hayan ido los que pedían dulces". En 2004, David Colton, de USA Today, señaló que el libro se había "convertido en una de las lecturas esenciales" y había "elevado el nivel de los investigadores del terror".
En 1993, Skal publicó su segundo libro de no ficción, titulado The Monster Show: A Cultural History of Horror (en español traducido como Monster Show: Una historia cultural del horror por Es Pop Ediciones, en 2023). En este libro, Skal analiza la historia del cine de terror, estableciendo paralelismos entre esas películas y las crisis culturales de su época, como la Primera Guerra Mundial, la Segunda Guerra Mundial, el escándalo de la Talidomida y la pandemia de VIH/sida. M. L. Lyke, del Seattle Post-Intelligencer, calificó The Monster Show de "manual intelectual perfecto para un fin de semana de Halloween". Stefan Dziemianowicz, de The Washington Post, afirmó que algunos de los argumentos de Skal eran "bastante inverosímiles", pero añadió que, en conjunto, el libro "ofrece pruebas persuasivas de que, para entender una cultura, hay que saber a qué teme".
Skal colaboró con Elias Savada en la producción de la primera biografía del director de cine estadounidense Tod Browning de 1995 titulada Dark Carnival: The Secret World of Tod Browning, Hollywood's Master of the Macabre. Browning era conocido por dirigir Freaks y la versión de Drácula de 1931. En el Journal of Popular Film and Television, Martin F. Norden lo describió como "un examen convincente y en profundidad de uno de los primeros directores de cine de culto de Estados Unidos". Steven E. Alford, del Houston Chronicle, comentó: "Dark Carnival consigue resucitar la reputación de uno de los excéntricos de Hollywood enterrado desde hace mucho tiempo".
Otras publicaciones importantes de Skal son V Is for Vampire: The A to Z Guide to Everything Undead (1996), Screams of Reason: Mad Science and Modern Culture (1998), Death Makes a Holiday: A Cultural History of Halloween (2002), y Claude Rains: An Actor's Voice (2008), sobre el actor británico Claude Rains. Skal también coeditó la Norton Critical Edition de 1997 de Drácula de Bram Stoker y compiló la antología de 2001 Vampires: Encounters with the Undead (2001). Su biografía de Bram Stoker, Something in the Blood, se publicó en octubre de 2016.
Skal colaboraba regularmente en la revista The Magazine of Fantasy and Science Fiction. Además, participó en varios programas especiales de televisión, como The 100 Scariest Movie Moments y The Perfect Scary Movie. Ha producido documentales sobre la producción de películas así como en las partes comentadas en audio de varias películas, como Drácula (1931), Frankenstein (1931), Freaks (1932), La momia (1932), El hombre invisible (1933), La novia de Frankenstein (1935), El hombre lobo (1941), Abbott and Costello Meet Frankenstein (1948), Creature from the Black Lagoon (1954) y Dioses y monstruos (1998).
En 2008, apareció en el documental Wrangler: Anatomy of an Icon, en el que analiza, como crítico cultural abiertamente gay, el impacto cultural de la icónica estrella del cine pornográfico gay Jack Wrangler.

## Obra

### Ficción
- 1980 – Scavengers. ISBN 9780671830144.
- 1981 – When We Were Good. Pocket. ISBN 978-0671830151.
- 1988 – Antibodies. Harlequin Books. ISBN 978-0373303083.

### No ficción
- 1990 – Hollywood Gothic: The Tangled Web of Dracula from Novel to Stage and Screen.
- 1993 – The Monster Show: A Cultural History of Horror.
- 1995 – Dark carnival : the secret world of Tod Browning--Hollywood's master of the macabre. Con Elias Savada.
- 1996 – V Is for Vampire.
- 1997 – Screams of Reason: Mad Science and Popular Culture.
- 2003 – Death Makes a Holiday: A Cultural History of Halloween.
- 2008 – Claude Rains: An Actor's Voice; con Jessica Rains.
- 2009 – Romancing the Vampire: From Past to Present.
- 2016 – Something in the Blood: The Untold Story of Bram Stoker, the Man Who Wrote Dracula.
- 2020 – Fright Favorites: 31 Movies to Haunt Your Halloween and Beyond.

#### En español
- 1996 – Tod Browning: el carnaval de las tinieblas. Con Elias Savada. Filmoteca Española.
- 2015 – Hollywood gótico: la enmarañada historia de Drácula. Es Pop Ediciones. ISBN 978-8417645120.
- 2017 – Algo en la sangre: la biografía secreta de Bram Stoker. Es Pop Ediciones. ISBN 978-8494458774.
- 2019 – Halloween: la muerte sale de fiesta. Es Pop Ediciones. ISBN 978-8417645069.
- 2023 – Monster Show: Una historia cultural del horror. Es Pop Ediciones. ISBN 978-84-17645-23-6.[15]

### Documentales
- 1999 – The World of Gods and Monsters: A Journey with James Whale
- 1999 – She's Alive! Creating the Bride of Frankenstein
- 1999 – Mummy Dearest: A Horror Tradition Unearthed
- 1999 – Monster by Moonlight! The Immortal Saga of 'The Wolf Man'
- 1999 – The Road to Dracula
- 2000 – In Search of History: The Real Dracula
- 2000 – The Opera Ghost: A Phantom Unmasked [16][17]
- 2000 – Now You See Him: The Invisible Man Revealed!
- 2000 – Bud Abbott and Lou Costello Meet the Monsters!
- 2000 – Back to the Black Lagoon: A Creature Chronicle
- 2002 – The Universe According to Universal
- 2003 – Carla Laemmle Remembers: An Interview with David J. Skal
- 2003 – Jules Verne & Walt Disney: Explorers of the Imagination
- 2004 – The Frankenstein Files: How Hollywood Made a Monster